# Università di Sarajevo
L'Università di Sarajevo (in bosniaco: Univerzitet u Sarajevu, in serbo: Универзитет у Сарајеву) è la più grande ed antica università della Bosnia ed Erzegovina, nonché la più antica istituzione di istruzione terziaria tra i Paesi della ex-Jugoslavia. Fondata nel 1531 come scuola islamica, fu re-istituita come istituto accademico moderno nel 1949. Attualmente conta 23 facoltà ed è frequentata da 50.000 studenti, collocandola tra le più grandi nell'area balcanica.

## Storia
Le origini dell'università risalgono al XVI secolo, quando un istituto di educazione superiore fu creato a Sarajevo, all'epoca sotto il dominio ottomano. L'istituzione era denominata "madrasa ottomana di Sarajevo" e, in quanto tale, era destinata all'insegnamento della Shari'a ma riconosciuta come università nell'impero ottomano e nel mondo islamico. Coesistette con altre istituzioni religiose presenti in Bosnia, come i monasteri ortodossi e cattolici, che nel corso del medioevo rappresentavano l'unica fonte di istruzione in Europa. Sotto il dominio turco la Bosnia, e con essa anche la madrasa di Sarajevo, visse un periodo di stagnazione, perdendo l'importanza originaria, che continuò anche con l'annessione all'impero austro-ungarico nel corso del XIX secolo, quando la maggior parte delle attività accademiche furono interrotte fino al 1949, quando la moderna università di Sarajevo fu fondata.
La storia recente dell'università inizia con la fondazione dei primi istituti secolari di educazione superiore già prima della seconda guerra mondiale, la facoltà di agricoltura e scienze forestali nel 1940 e quella di medicina nel 1944. La facoltà di giurisprudenza e quella di ingegneria vennero inaugurate rispettivamente nel 1948 e nel 1949 quando Sarajevo apparteneva alla Repubblica Socialista Federale di Jugoslavia.
Il 2 dicembre 1949 l'assemblea del popolo della Repubblica Socialista di Bosnia ed Erzegovina adottò la "legge sull'università" che formalmente costituì l'istituto universitario; il primo rettore fu Vaso Butozan. Seguirono poi l'apertura delle facoltà di filosofia (1950) e di economia (1952).
Una seconda fase di sviluppo (1955-1969) fu caratterizzata dall'affermazione dell'università con l'apertura di nuovi corsi, tra cui l'inaugurazione di un programma di studi post-universitari, per far fronte alla crescente necessità di personale altamente qualificato.
Una terza fase (1970-1982) vide uno sviluppo ulteriore dei corsi di laurea, ma soprattutto di collaborazioni internazionali, nonché il contributo nell'apertura degli atenei di Banja Luka, Mostar e Tuzla.
Una quarta fase (1982–1992) fu caratterizzata dalla separazione delle discipline scientifiche dall'università a favore delle formazione di un istituto scientifico dedicato al di fuori di essa. Questa separazione produsse tuttavia un peggioramento della qualità dell'educazione e una stagnazione tecnologica dell'università; inoltre l'ammissione incontrollata di nuove matricole si tradusse in una carenza di efficienza in alcune aree di educazione.
Una quinta fase (1992–1995) coincide con la guerra in Bosnia ed Erzegovina e con l'assedio di Sarajevo ed è caratterizzata dalla devastazione degli edifici e delle attrezzature dell'università. Tuttavia grazie all'entusiasmo e alla professionalità degli insegnanti e degli studenti, l'università di Sarajevo riuscì a mantenere una continuità negli insegnamenti.
All'inizio del 1996 ebbe inizio il periodo post-bellico di ricostruzione. La ricostruzione si concretizzò nella realizzazione del New University Campus Project. Nonostante gli sforzi profusi, l'università non ha ancora recuperato il livello qualitativo precedente al conflitto. La capacità delle residenze studentesche è ancora al di sotto della richiesta effettiva, le tecnologie sono datate e il personale accademico è carente. Tuttavia la qualità degli insegnamenti sta gradualmente migliorando grazie anche ai benefici apportati dall'implementazione del processo di Bologna. Una delle principali difficoltà alla modernizzazione ed adeguamento al processo di Bologna è costituita dalla frammentazione politica della Bosnia ed Erzegovina, che si traduce nella mancanza di programma unificato di educazione superiore.
Il processo di rinnovo e ricostruzione dell'università è stato supportato dalle attività dell'associazione delle università europee (EUA), del Consiglio europeo e dell'Unione europea.

## Organizzazione

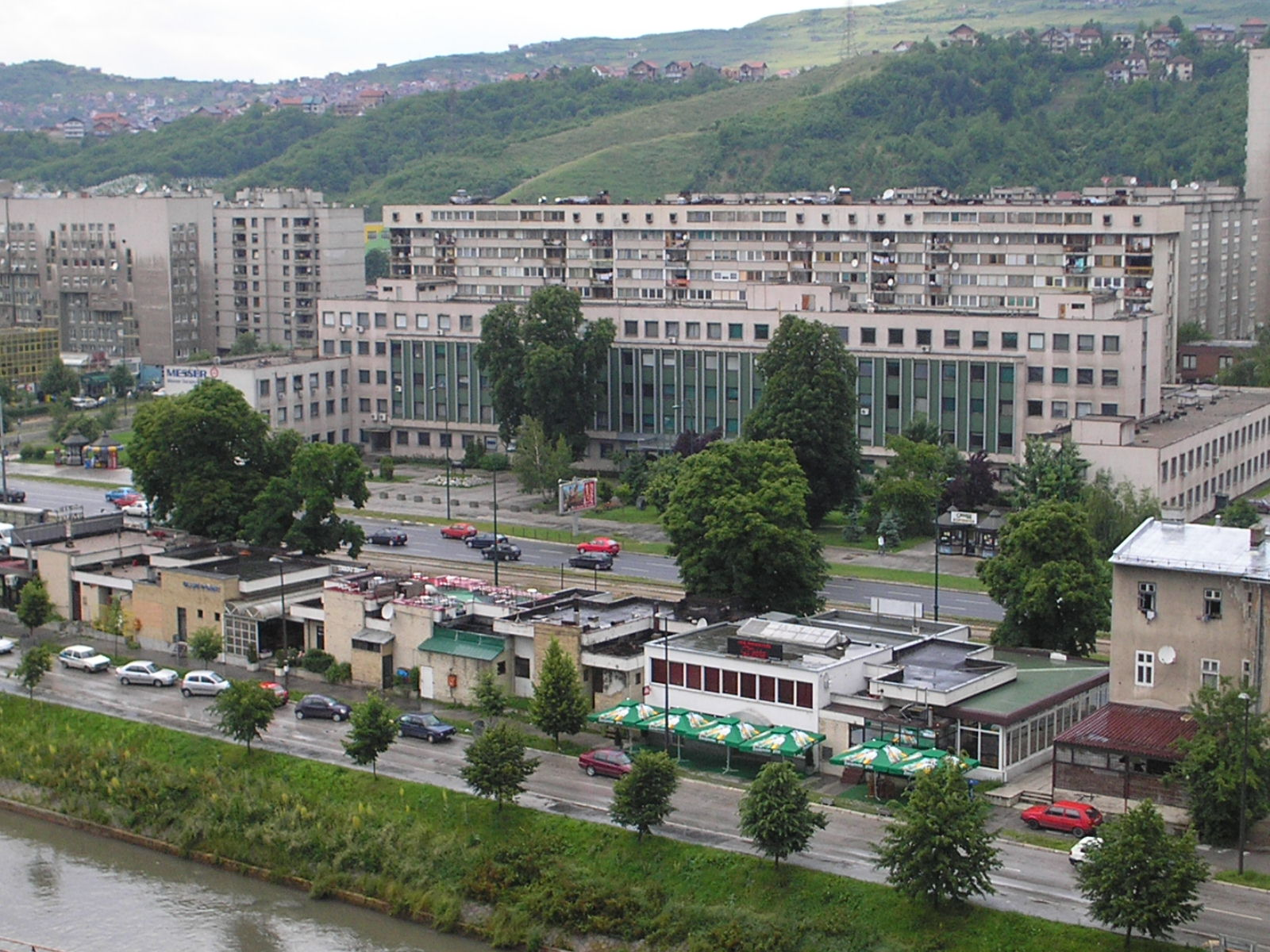
La facolta di veterinaria.

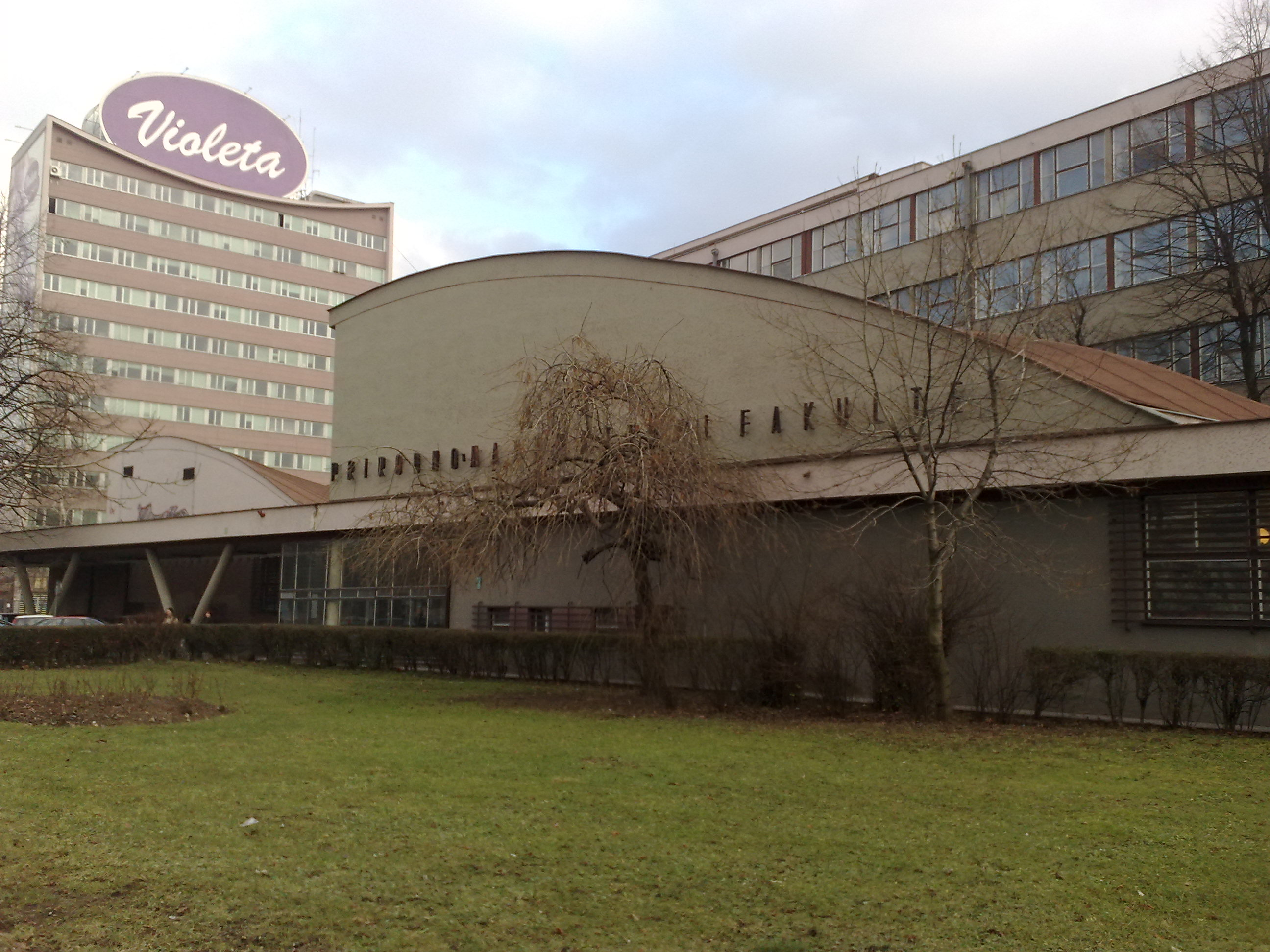
La facolta di scienze naturali e matematica.

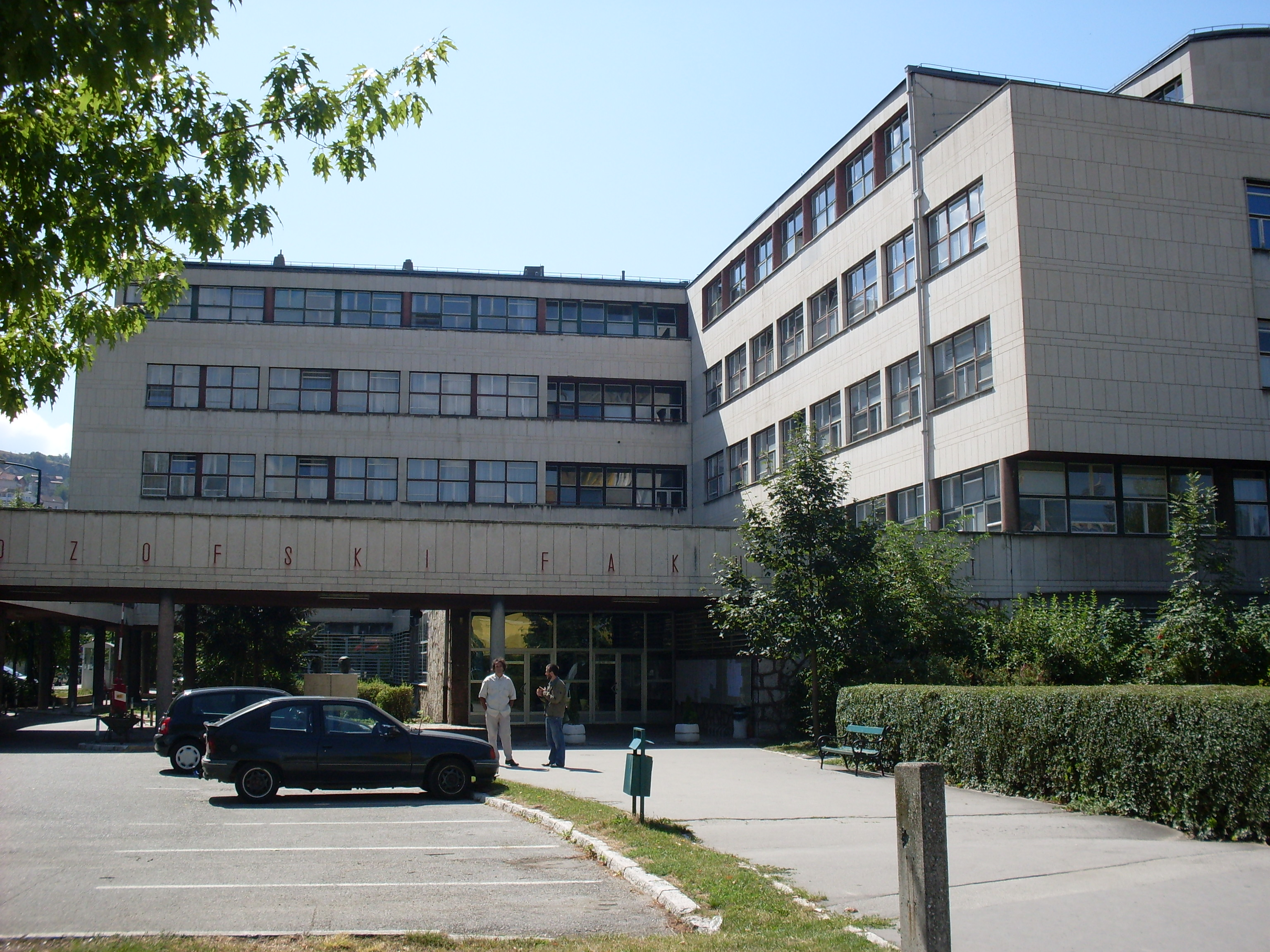
La facolta di filosofia.

L'università comprende 31 facoltà e accademie, suddivisi ulteriormente in 6 gruppi accademici.
- School of Economics and Business Sarajevo
- Accademia delle Belle Arti di Sarajevo
- Accademia di Arti Sceniche di Sarajevo
- Facoltà di architettura
- Facoltà di ingegneria elettrica
- Facoltà di criminologia
- Facoltà di scienze politiche
- Facoltà dello sport ed educazione fisica
- Facoltà di ingegneria del traffico e telecomunicazioni
- Facoltà di farmacia
- Facoltà di filosofia
- Facoltà di ingegneria civile
- Facoltà di ingegneria meccanica
- Facoltà di medicina
- Accademia della musica di Sarajevo
- Università di educazione dell'insegnamento
- Facoltà di agricoltura
- Facoltà di giurisprudenza
- Facoltà di scienze naturali e matematica
- Facoltà di odontoiatria
- Facoltà di scienze forestali
- Facoltà di medicina veterinaria
- Facoltà di scienze sanitarie

## Rettori
- Vaso Butozan: 1949-1950, 1952-1956
- Drago Krndija: 1950-1952
- Edhem Čamo: 1956-1960
- Aleksandar Trumić: 1960-1965
- Fazli Alikalfić: 1965-1969
- Hamdija Čemerlić: 1969-1972
- Zdravko Besarović: 1972-1977
- Arif Tanović: 1977-1981
- Božidar Matić: 1981-1985
- Ljubomir Berberović: 1985-1988
- Nenad Kecmanović: 1988-1991
- Jusuf Mulić: 1991-1993
- Faruk Selesković: 1993-1995
- Nedžad Mulabegović: 1995-2000
- Boris Tihi: 2000-2004
- Hasan Muratović: 2004-2006
- Faruk Čaklovica: 2006-2012
- Muharem Avdispahić: 2012-2016
- Rifat Škrijelj: 2016-